# Dziewczyna z Pietrowki
Dziewczyna z Pietrowki – amerykańska komedia romantyczna z 1974 roku na podstawie książki George’a Feifera.

## Obsada
- Goldie Hawn – Oktiabrina
- Hal Holbrook – Joe
- Anthony Hopkins – Kostia
- Grégoire Aslan – Minister
- Anton Dolin – Ignatiewicz
- Bruno Wintzell – Alexander
- Zoran Andric – Leonid
- Hanna Hertelendy – sędzia
- Maria Sukolov – Stary Crone
- Inger Jensen – Helga Van Dam
- Raymond O’Keefe – kierowca ministra
- Richard Marner – rzecznik prasowy Kremla
- Michael Janisch – Szef policji Walinikow

## Fabuła
Oktiabrina jest młodą rosyjską primabaleriną. Dziewczyna jest zakochana w amerykańskim korespondencie prasowym Joem, który często odwiedza ZSRR. Żeby związek przetrwał, muszą przezwyciężać stereotypy i przechytrzyć KGB.